# Bernard Toublanc-Michel
Bernard Toublanc-Michel (Ancenis, 6 de diciembre de 1927-22 de septiembre de 2023) fue un director de cine y guionista francés.

## Biografía
Estudiante de Bellas Artes y arquitectura, Bernard Toublanc-Michel llegó al cine como aprendiz en Édouard et Caroline de Jacques Becker. Se convirtió en asistente de directores como André Hunebelle (Le Bossu), Jacques Demy (Lola), Agnès Varda (Cleo de 5 a 7), Jean-Luc Godard (Vivir su vida, Pierrot le fou, Masculino femenino) entre otros.
Su primer éxito como director fue Cinco marinos en Singapur (Cinq gars pour Singapour) con Sean Flynn al que le siguió Adolphe, o la educación amorosa (Adolphe ou l'Âge tendre)  con el debutante Jean-Claude Dauphin y Philippe Noiret. Su otro descubrimiento fue Isabelle Adjani en Le Petit Bougnat de 1970. Le Malin Plaisir con Anny Duperey, Claude Jade y Jacques Weber volvió a ser un éxito, un thriller en el que un joven escritor se encuentra en la trampa de cinco mujeres. A finales de 70, Toublanc-Michel se estableció en la televisión.

## Filmografía como director
- 1955: Âmes d'argile (cortometraje)
- 1955: le Champ du possible (cortometraje)
- 1964: Les Baisers (episodio Baiser d'été)
- 1964: La Difficulté d'être infidèle
- 1965: L'Or du duc codirigida con Jacques Baratier
- 1967: Cinco marinos en Singapur (Cinq gars pour Singapour)
- 1968: Adolphe, o la educación amorosa (Adolphe ou l'Âge tendre)
- 1970: Le Petit Bougnat
- 1973: Témoignages (Serie de TV)
- 1973: Le Provocateur (Serie de TV)
- 1973: La leçon de Musique
- 1974: Étranger, d'où viens-tu ? (Serie de TV)
- 1975: Le Malin Plaisir
- 1976: Histoires peu ordinaires (Serie de TV)
- 1976: Le Provocateur (Serie de TV)
- 1976: Anne jour après jour (Serie de TV) Musique Carlos Leresche
- 1978: Le Mutant
- 1978: Les Z'ados (Serie de TV) (1 episodio)
- 1979: Les Moyens du bord (TV)
- 1980: Julien Fontanes, magistrat (serie TV)
- 1980: La Grotte aux loups (TV)
- 1980: Ottmann, connais pas (TV)
- 1981: Martine Verdier
- 1982: Allons voir si la rose (TV)
- 1983: La dernière cigarette (TV)
- 1985: Vincente (TV)
- 1986: Michigan mélodie (TV)
- 1990: Plus folle que Reine (Serie de TV)
- 1992: Les Cinq Dernières Minutes (Serie de TV)